# Inspektorat Kraków Armii Krajowej
Inspektorat Kraków AK – terenowa struktura Okręgu Kraków AK.

## Skład organizacyjny
Organizacja w 1944:
- Obwód Kraków Miasto
- Obwód Kraków Powiat
- Obwód Bochnia
- Obwód Myślenice